# Iron City (Tennessee)
Iron City è un census-designated place (CDP) degli Stati Uniti d'America, situato nello stato del Tennessee, diviso tra la contea di Lawrence e la contea di Wayne.
La località è stata classificata come city dal 1887 al 1901 e nuovamente dal 1962 al 2010.